# Sphecius
Sphecius Dahlbom, 1844 è un genere di imenotteri apoidei della famiglia dei Crabronidae.

## Distribuzione
È un genere a distribuzione cosmopolita.

## Tassonomia
Il genere è composto da 21 specie::
- Sphecius antennatus (Klug, 1845)
- Sphecius citrinus Arnold, 1929
- Sphecius claripennis Morice, 1911
- Sphecius conicus (Germar, 1817)
  - Sphecius conicus creticus de Beaumont, 1965
  - Sphecius conicus syriacus (Klug, 1845)
- Sphecius convallis Patton, 1879
- Sphecius grandidieri (de Saussure, 1887)
- Sphecius grandis (Say, 1823)
- Sphecius hemixanthopterus Morice, 1911
- Sphecius hogardii (Latreille, 1806)
  - Sphecius hogardii bahamas Krombein, 1953
- Sphecius intermedius Handlirsch, 1895
- Sphecius lutescens (Radoszkowski, 1877)
- Sphecius malayanus Handlirsch, 1895
- Sphecius milleri R.Turner, 1915
  - Sphecius milleri aurantiacus Arnold, 1940
- Sphecius nigricornis (Dufour, 1838)
- Sphecius pectoralis (F.Smith, 1856)
- Sphecius persa Gussakovskij, 1933
- Sphecius schulthessi Roth, 1951
- Sphecius speciosus (Drury, 1773)
- Sphecius spectabilis (Taschenberg, 1875)
- Sphecius uljanini (Radoszkowski, 1877)